# Fattore di capacità

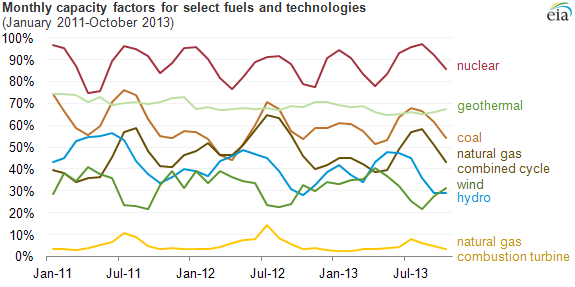
Dati della Energy Information Administration circa i fattori di capacità delle fonti di energia per gli Stati Uniti, dal 2011 al 2013.

Si definisce fattore di capacità di un impianto di alimentazione del carico di base il rapporto x/y tra la produzione di energia elettrica effettiva "x" fornita da un impianto di potenza durante un periodo di tempo e la fornitura teorica di energia "y" che avrebbe potuto offrire se avesse operato alla piena potenza nominale in modo continuativo nel tempo. Per calcolare il fattore di capacità, si somma l'energia totale prodotta dall'impianto in un periodo di tempo e si divide per l'energia che avrebbe potuto produrre alla piena capacità. I fattori di capacità variano grandemente dipendendo dal tipo di energia o carburante sfruttato e dalla buona progettazione della centrale. Il fattore di capacità non deve essere confuso con il fattore di disponibilità oppure con l'efficienza.

## Esempio di calcolo del fattore di capacità
Una centrale elettrica per il carico di base con una capacità di 1000 MW produce 648 000 megawattora (MWh) in un mese di 30 giorni. Il numero di megawattora che sarebbero stati prodotti se l'impianto fosse stato operato a piena capacità può essere determinato moltiplicando la capacità massima dell'impianto per il numero totale di ore nello stesso periodo di tempo. 1000 MW x 30 giorni x 24 ore equivale a 720 000 megawattora. Il fattore di capacità viene determinato dividendo l'energia effettivamente fornita per la massima energia teorica che poteva essere fornita nello stesso tempo possibile (648000/720000). In questo caso, il fattore di capacità è pari a 0,9 (che moltiplicato per cento fa 90%).

## Cause del ridotto fattore di capacità
Esistono due ragioni principali per le quali un impianto può avere un fattore di capacità inferiore al 100%. La prima ragione è che sia fuori servizio oppure che operi con una potenza ridotta per parte del tempo a causa di guasti nelle apparecchiature oppure per la manutenzione di routine. Questo spiega la maggior parte della capacità non sfruttata dalle centrali che forniscono il carico di base. Questi impianti hanno i più bassi costi per kilowattora prodotto perché sono progettati per fornire la massima efficienza e sono operate con continuità ad alte potenze con il miglior rapporto potenza/consumo di risorse. Le centrali geotermiche, le centrali nucleari, le centrali a combustibili fossili e gli impianti a biomasse che bruciano materiali solidi sono quasi sempre operate come impianti di carico di base.
La seconda ragione per la quale un impianto avrà un fattore di capacità inferiore al 100% e quella che la produzione di energia elettrica venga sospesa o ridotta perché la rete elettrica non richiede quella potenza in più, specialmente se il prezzo dell'energia elettrica in quel momento è troppo basso per rendere la produzione economica. Questo rende conto della maggior parte della capacità inutilizzata delle centrali di potenza di picco. Queste centrali di potenza di picco possono funzionare anche solo per alcuni giorni dell'anno o addirittura per alcune ore del giorno. In genere l'energia elettrica che producono è relativamente costosa. Si considera antieconomico, o addirittura uno spreco di risorse, il rendere un impianto di potenza di picco così efficiente come una centrale di carico, perché non operano il tempo sufficiente a ripagare il costo dell'equipaggiamento extra.

## Centrali ad inseguimento del carico
Gli impianti che si attivano all'aumento del carico elettrico, noti anche come impianti di potenza intermedi, si trovano tra questi due estremi in termini di fattore di capacità, efficienza e costo per unità di elettricità prodotta. Producono la maggior parte dell'energia durante il giorno, quando i prezzi e la domanda sono più elevati. Di notte invece la domanda e il prezzo dell'energia sono decisamente inferiori e le centrali intermedie (di solito idroelettriche, a gas oppure a petrolio) vengono spente oppure riducono il numero di turbine, unità attive o la loro potenza.

## Energie rinnovabili e fattore di capacità
Quando si esaminano alcune fonti come il fotovoltaico, l'eolico e l'idroelettrico, si presenta una terza motivazione alla loro capacità non sfruttata. L'impianto può essere in grado di produrre energia, ma il suo "combustibile" (vento, luce del sole o acqua), potrebbe essere non disponibile. La produzione di un impianto idroelettrico potrebbe anche essere influenzata da requisiti quali limiti sulla quota massima o minima dell'invaso e sulla portata di deflusso vitale per i pesci. Tuttavia, le centrali FV, eoliche ed idroelettriche hanno elevati fattori di disponibilità, per cui, quando il combustibile è disponibile, sono quasi sempre in grado di produrre energia.
Quando gli impianti idroelettrici hanno acqua disponibile, essi sono anche utili per l'inseguimento del carico, a causa della loro elevata "dispacciabilità". Gli operatori di un comune impianto idroelettrico possono portarlo da una condizione di fermo completo a pieno regime in pochi minuti.
Gli impianti eolici sono altamente intermittenti, a causa della variabilità del vento, ma, poiché un parco eolico può avere centinaia di aerogeneratori ampiamente spaziati, globalmente l'impianto resiste al guasto di una turbina. In un grande impianto eolico, alcune turbine potrebbero essere disattivate per manutenzione programmata o non programmata, in un certo periodo, ma gli aerogeneratori rimanenti sono in genere disponibili per generare energia dal vento.
L'energia solare è variabile a causa della rotazione giornaliera della Terra e della copertura nuvolosa. Tuttavia, gli impianti solari progettati unicamente per la generazione di energia elettrica, sono ben accoppiati ai carichi di picco estivi, nelle ore intorno a mezzogiorno, nelle aree con domanda elevata di condizionamento, come in Spagna o negli impianti del deserto di Mojave, nel sud ovest degli USA. Utilizzando sistemi di accumulo termico dell'energia, i periodi di operatività delle centrali termiche solari possono essere estesi per soddisfare richieste del carico di base.
Il geotermico ha un fattore di capacità più alto rispetto a molte altre fonti di energia, e le fonti geotermiche sono disponibili 24 ore al giorno e sette giorni alla settimana. Anche se il vettore energetico (acqua) per l'elettricità prodotta con la geotermia deve essere gestito propriamente, la fonte dell'energia geotermica, il calore della Terra, sarà disponibile e prevedibile nel futuro. L'energia geotermica può essere vista come una batteria nucleare, in cui il calore viene prodotto per il decadimento di elementi radioattivi nel nucleo e nel mantello della Terra.

## Tipici fattori di capacità
- Energia nucleare (media globale): 89%[2]
- Parco eolico: 20-40%.[3][4]
- Solare fotovoltaico mediamente in Italia: 13,1%
- Solare fotovoltaico nel Sud Italia: 17,1%
- Solare fotovoltaico mediamente in Germania: 6,85%
- Solare fotovoltaico in Arizona 19%[5]
- Torre termico-solare di potenza 45.9%[6] (Progetto "Solar Tres" guidato da Carlo Rubbia, attualmente costruito in Spagna che avrà una capacità di immagazzinamento termico di circa 15 ore-equivalenti a piena potenza).